# شیطان‌سازی
شیطان‌سازی،اهریمن سازی یا دیوسازی (انگلیسی: Demonization) تفسیر مجدد چندخداپرستی به شر، شیاطین دروغگو توسط ادیان دیگر، عموماً توسط تک‌خداپرستی و تک‌خداگزینی است. از آن زمان این اصطلاح برای اشاره به هر گونه توصیف افراد، گروه‌ها یا بدنه‌های سیاسی به عنوان شرور گسترش یافته‌است.